# Aleksandr Baranov (handelaar)

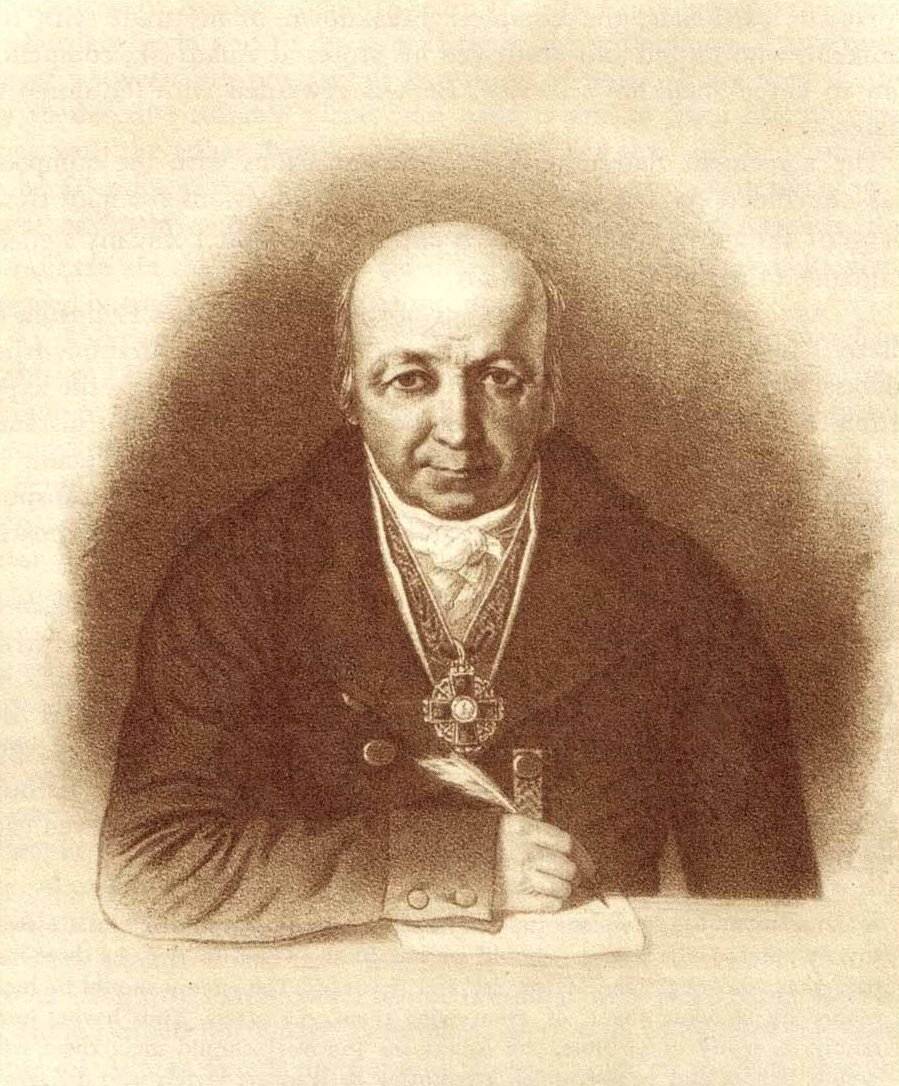
Aleksandr Baranov

Aleksandr Andrejevitsj Baranov (Russisch: Александр Андреевич Баранов), ook geschreven als Alexander Baranof (Kargopol (gouvernement Archangelsk), 1746 - Straat van Soenda (Nederlands-Indië), 28 april [O.S. 16 april] 1819) was een Russische handelaar die als leider van de Russisch-Amerikaanse Compagnie de eerste bestuurder was van Russisch-Amerika (1790-1818).
Onder zijn leiding werden de gebieden onderzocht die grensden aan de Pacifische kust van het noordwesten van Amerika, werden handelsrelaties aangegaan met Californië, de Hawaïaanse eilanden (toen nog Sandwicheilanden genoemd) en China. In zijn naam werden verschillende Russische nederzettingen gesticht in Amerika, waaronder Fort Ross in Californië (1812).

## Eerste handelsactiviteiten
Baranov werd naar eigen zeggen "geboren in een middelmatige handelsfamilie" en verliet op 15-jarige leeftijd zijn ouderlijk huis. Aanvankelijk handelde hij in Sint-Petersburg en Moskou, maar in 1780 trok hij naar Irkoetsk, vanwaaruit hij begon te handelen met de volkeren van Siberië, Kamtsjatka en Tsjoekotka en waar hij industriële bedrijven overzag. Ook leidde hij wetenschappelijke experimenten, waarover hij verhaalde in tijdschriften. Zijn voorstellen over de ontwikkeling van de economie in Siberië leidden er in 1787 toe dat hij werd verkozen tot erelid van de Vrije Economische Gemeenschap van Siberië.

## Activiteiten in Russisch Amerika
In Irkoetsk ontmoette Baranov Grigori Sjelichov, die hem door bemiddeling van Nikolaj Rezanov, aanbood om zijn waarnemer te worden van zijn pelshandelbedrijf in Amerika. Baranov stemde toe en bleef vervolgens 28 jaar op deze post, van 1790 tot 1818. Van 1791 tot 1795 was hij in Alaska, waar hij steenkoollagen en ertslagen blootlegde op het schiereiland Kenai, de eerste experimenten uitvoerde met het smelten van metaal, de lokale volkeren soms met geweld, maar vaker door dwang onder zijn gezag bracht en nieuwe forten en handelsposten liet bouwen, alsook de eerste scheepswerf, waar kleine schepen werden gebouwd. Hij liet in 1792 de nederzetting Tri Svjatelja, die Sjelichov had gesticht op Kodiakeiland verplaatsen naar de oostzijde en hernoemen tot Svjatelny Pavel (nu Kodiak). Hij was verantwoordelijk voor alle handelsactiviteiten van de Compagnie op het vasteland van Alaska, in de Aleoeten en de Koerilen. Onder zijn leiding werd de jacht op de zeeotter en de zeehond sterk uitgebreid, waarbij de Aleoetische mannen als slaven moesten werken voor hem.
In 1799 werd de Russisch-Amerikaanse Compagnie opgericht voor het coördineren van de activiteiten in Amerika, waarbij Sjelichov bij tsaar Paul I had weten te regelen dat het de monopoliepositie kreeg op het gebied, zodat het bedrijf er ongebreideld zijn gang kon gaan. Baranov sloot vriendschap met een aantal lokale volken en trouwde zelf ook met een Alaskaanse vrouw. Hij stichtte scholen, waar zowel Russische als Aleoetische kinderen naartoe gingen (de les was echter in het Russisch) en een bibliotheek met veel boeken in vele talen uit Europa.
Ook werden tijdens zijn bestuur Russisch-orthodoxe missies opgericht, vanwaaruit de verspreiding van het christendom begon. Nog altijd kent deze religie een grote aanhang onder de lokale bevolkingsgroepen van Alaska. De Russisch-orthodoxe missionarissen veroordeelden de wreedheid en de exploitatie van de lokale bevolkingsgroepen door de Russische pelshandelaren. Baranov had weinig op met de missionarissen, daar die vaak een grote bekeringsdrang bezaten en in het geheim de lokale bevolking hielpen.
Tijdens Baranovs afwezigheid in 1802 werd de plaats Novo-Archangelsk aangevallen door de Tlingits en verwoest. In 1804 kwam Baranov terug met een oorlogsschip en wist de Tlingits te verjagen tijdens de Slag om Sitka, waarop hij de plaats in 1808 tot de hoofdstad van Russisch Amerika maakte.
In 1812 liet hij Fort Ross bouwen in Spaans gebied het noorden van Alta California, waar door de Aleoeten landbouw moest worden bedreven voor de bevoorrading van de Russische nederzettingen. Ook organiseerde hij handelsreizen naar het zuiden van Amerika, naar Hawaï en China en naar de binnenlanden van Alaska.

## Vertrek en dood
Uiteindelijk nam hij ontslag in 1818 en verklaarde volledig zijn interesse voor zijn positie te zijn kwijtgeraakt. Hij stapte op 27 november 1819 op het schip Koetoezov, dat hem terug zou brengen naar Rusland via Kaap de Goede Hoop, maar onderweg terug werd hij ziek en overleed in de Straat van Soenda tussen de Indonesische eilanden Sumatra en Java. Hij kreeg een zeemansgraf.
Naar hem is het Baranofeiland in de Alexanderarchipel van de Alaska Panhandle vernoemd. Op dit eiland zijn ook het Baranofmeer en de rivier de Baranof te vinden.